# Marc Szeftel
Marc Moise Szeftel (ur. 10 lutego 1902 w Starokonstantynowie na Wołyniu, zm. 31 maja 1985 w Seattle) − amerykański historyk pochodzenia żydowskiego. 

## Życiorys
Badał dzieje dawnej Rusi i Rosji. Gimnazjum ukończył w Lublinie. Następnie ukończył prawo na Uniwersytecie Warszawskim. Wyjechał do Brukseli, gdzie zajął się badaniem dziejów prawa na Rusi i w Rosji (doktorat 1939). W 1940 przeniósł się do Francji, gdzie próbował bez powodzenia dostać się do Polskich Sił Zbrojnych. Trafił do obozu pracy, z którego uciekł w 1943 do Hiszpanii. Następnie przez Portugalię dostał się do USA. W Nowym Jorku związał się ze środowiskiem emigracyjnych naukowców Francuskich. Razem z Romanem Jakobsonem wydał Słowo o wyprawie Igora. W 1945 podjął pracę na Cornell University. Od 1961 był profesorem średniowiecznej historii Rosji w University of Washington w Seattle. Był pierwowzorem profesora Timofey Pnina, bohatera noweli „Pnin” Vladimira Nabokova. 

## Wybrane publikacje
- Henri Grégoire, Roman Jakobson, Marc Szeftel, J. A. Joffe, La Geste du prince Igor, „Annuaire de l’Institut de Philologie et d’Histoire Orientales et Slaves”, t. 7 (1948).
- Bibliographical introduction to legal history and ethnology = [Introduction bibliographique à l'histoire du droit et à l'ethnologie juridique]. D'Europe Orientale (médiévale et moderne]/9, Russia : (before 1917), Bruxelles: Les Éditions de l’Institut de Sociologie 1966.
- Russian institutions and culture up to Peter the Great, pref. by Donald W. Treadgold, London: Variorum Reprints 1975.